# Jothopogon leucomallus
Jothopogon leucomallus är en tvåvingeart som först beskrevs av Friedrich Hermann Loew 1871.  Jothopogon leucomallus ingår i släktet Jothopogon och familjen rovflugor. Inga underarter finns listade i Catalogue of Life.